# Berthun

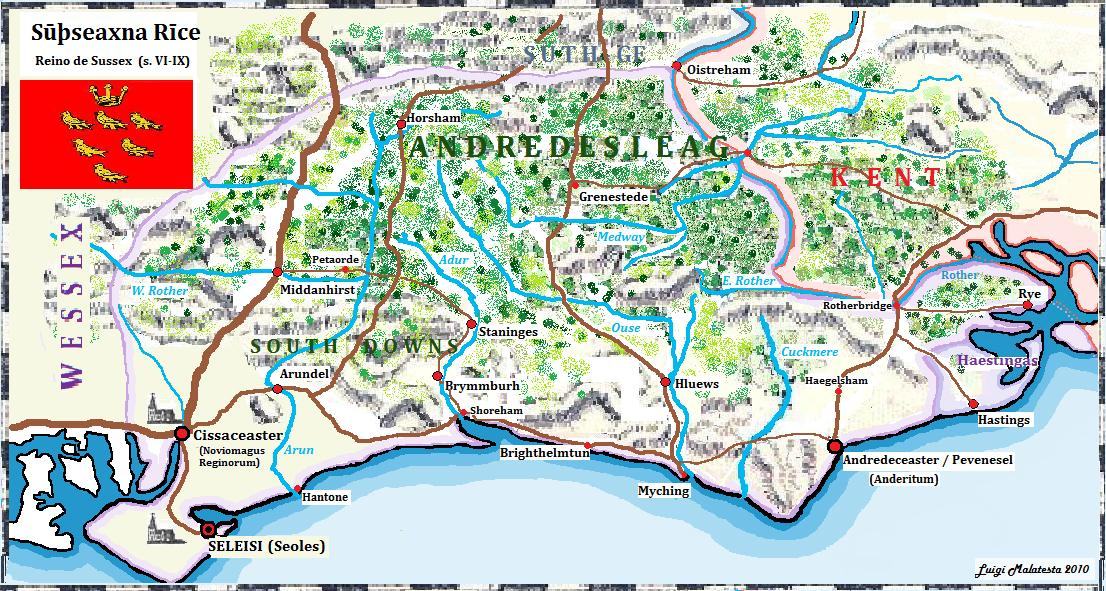
Sussex in angelsächsischer Zeit

Berthun (auch Berhthun, Beorhthun, Bercthun; † um 686) war in den 680er Jahren Herrscher des angelsächsischen Königreiches Sussex.

## Leben
Um 682 überfiel Caedwalla, ein verbannter Angehöriger des Königshauses von Wessex, mit seinem Heer Sussex. König Æthelwalh fiel während der Kämpfe und Sussex wurde geplündert. Den Kampf gegen die Eroberer aus Wessex setzten daraufhin Æthelwalhs Nachfolger, die Ealdormen Berthun und Andhun, fort. Sie konnten Caedwalla zunächst vertreiben und herrschten gemeinsam über Sussex. Vermutlich beherrschte Andhun Ostsussex, während Berthun in Westsussex regierte.
Um 684/685 müssen sich Eadric und sein Onkel Hlothhere, der König von Kent zerstritten haben, denn Eadric ging nach Sussex, wo er Truppen gegen Hlothhere mobilisierte, den er in einer Schlacht am 6. Februar 685 besiegen konnte. Hlothhere erlag noch auf dem Schlachtfeld seinen Verletzungen. Eadric wurde daraufhin Nachfolger als König von Kent.
Um das Jahr 685/686 gelang Caedwalla ein vernichtender Gegenangriff, bei dem Berthun ums Leben kam und Sussex wieder unter die Herrschaft von Wessex geriet. Zunächst herrschten die Könige von Wessex, Caedwalla und Ine, offenbar direkt. Nachdem Bischof Wilfrid um 686 Sussex verlassen hatte unterstand die Kirche von Sussex Hædde, dem Bischof von Winchester (Wessex). Vor 692 setzte Ine Watt und seinen Verwandten Nothhelm (= Nunna) als von Wessex abhängige Unterkönige ein.